# Cantón de Foix-Villa
El cantón de Foix-Villa era una división administrativa francesa, que estaba situada en el departamento de Ariège y la región de Mediodía-Pirineos.

## Composición
El cantón estaba formado por la comuna que le daba su nombre:
- Foix

## Supresión del cantón de Foix-Villa
En aplicación del Decreto nº 2014-174 de 18 de febrero de 2014, el cantón de Foix-Villa fue suprimido el 22 de marzo de 2015 y su comuna pasó a formar parte del nuevo cantón de Foix.